# Cryptastria fuscomarginata
Cryptastria fuscomarginata är en fjärilsart som beskrevs av George Thomas Bethune-Baker 1906. Cryptastria fuscomarginata ingår i släktet Cryptastria och familjen nattflyn. Inga underarter finns listade i Catalogue of Life.